# Primera divisió espanyola de futbol 1962-1963
El Reial Madrid Club de Futbol aconsegueix per tercera vegada seguida el campionat de lliga, fet que no havia passat mai a la Primera Divisió. El Real Madrid va dominar la temporada, amb 12 punts de marge sobre el segon classificat i proclamant-se campió cinc jornades abans del final. El davanter blanc, Ferenc Puskas va obtenir el seu tercer trofeu Pitxitxi en quatre anys.

## Equips participants
| Equips              | Ciutat     | Estadi                |
| ------------------- | ---------- | --------------------- |
| Atlético Bilbao     | Bilbao     | San Mamés             |
| Atlètic de Madrid   | Madrid     | Metropolitano         |
| FC Barcelona        | Barcelona  | Camp Nou              |
| Córdoba CF          | Còrdova    | El Arcángel           |
| Deportivo La Coruña | La Corunya | Estadi de Riazor      |
| Elx CF              | Elx        | Altabix               |
| Málaga              | Màlaga     | La Rosaleda           |
| RCD Mallorca        | Palma      | Lluís Sitjar          |
| CA Osasuna          | Pamplona   | San Juan              |
| Reial Oviedo        | Oviedo     | Carlos Tartiere       |
| Reial Betis         | Sevilla    | Benito Villamarín     |
| Reial Madrid        | Madrid     | Santiago Bernabéu     |
| Sevilla FC          | Sevilla    | Ramón Sánchez Pizjuán |
| València CF         | València   | Mestalla              |
| Reial Valladolid    | Valladolid | José Zorrilla         |
| Reial Saragossa     | Saragossa  | La Romareda           |

## Classificació general
| Pos | Equip                   | PJ | PG | PE | PP | GF | GC | DG  | Pts | Classificació o descens      |
| --- | ----------------------- | -- | -- | -- | -- | -- | -- | --- | --- | ---------------------------- |
| 1   | Reial Madrid (C)        | 30 | 23 | 3  | 4  | 83 | 33 | +50 | 49  | Clas. per la Copa d'Europa   |
| 2   | Atlètic de Madrid       | 30 | 14 | 9  | 7  | 61 | 36 | +25 | 37  | Convidat a la Copa de Fires  |
| 3   | Reial Oviedo            | 30 | 15 | 3  | 12 | 52 | 46 | +6  | 33  |                              |
| 4   | Reial Valladolid        | 30 | 15 | 3  | 12 | 51 | 53 | −2  | 33  |                              |
| 5   | Reial Saragossa         | 30 | 14 | 4  | 12 | 54 | 39 | +15 | 32  | Convidat a la Copa de Fires  |
| 6   | FC Barcelona            | 30 | 11 | 9  | 10 | 45 | 36 | +9  | 31  | Clas. per la Recopa d'Europa |
| 7   | València CF             | 30 | 14 | 3  | 13 | 49 | 36 | +13 | 31  | Convidat a la Copa de Fires  |
| 8   | Elx CF                  | 30 | 11 | 7  | 12 | 48 | 59 | −11 | 29  |                              |
| 9   | Reial Betis             | 30 | 12 | 4  | 14 | 41 | 47 | −6  | 28  |                              |
| 10  | Atlético Bilbao         | 30 | 10 | 8  | 12 | 41 | 40 | +1  | 28  |                              |
| 11  | Sevilla FC              | 30 | 11 | 5  | 14 | 40 | 55 | −15 | 27  |                              |
| 12  | Córdoba CF              | 30 | 12 | 3  | 15 | 35 | 39 | −4  | 27  |                              |
| 13  | RCD Mallorca (R)        | 30 | 11 | 4  | 15 | 47 | 57 | −10 | 26  | Promoció de descens          |
| 14  | Deportivo La Coruña (R) | 30 | 11 | 3  | 16 | 33 | 48 | −15 | 25  | Promoció de descens          |
| 15  | CA Osasuna (R)          | 30 | 9  | 6  | 15 | 39 | 50 | −11 | 24  | Descens a Segona Divisió     |
| 16  | Málaga (R)              | 30 | 8  | 4  | 18 | 25 | 70 | −45 | 20  | Descens a Segona Divisió     |

## Resultats
| Casa \ Fora         | ATB | ATM | BAR | COR | DEP | ELC | MGA | MLL | OSA | OVI | BET | RMA | SEV | VAL | VAD | ZAR |
| ------------------- | --- | --- | --- | --- | --- | --- | --- | --- | --- | --- | --- | --- | --- | --- | --- | --- |
| Atlético Bilbao     | —   | 0–0 | 2–3 | 3–1 | 1–3 | 2–1 | 3–0 | 5–3 | 2–2 | 3–1 | 0–0 | 0–1 | 2–0 | 2–1 | 3–0 | 0–2 |
| Atlètic de Madrid   | 2–0 | —   | 4–2 | 2–0 | 3–1 | 1–1 | 5–0 | 6–1 | 3–0 | 0–0 | 3–0 | 1–1 | 2–0 | 5–1 | 5–2 | 2–1 |
| FC Barcelona        | 0–0 | 0–0 | —   | 2–1 | 5–2 | 4–0 | 4–0 | 1–1 | 0–0 | 2–1 | 1–0 | 1–5 | 0–0 | 1–1 | 2–1 | 0–0 |
| Córdoba CF          | 1–2 | 1–1 | 1–2 | —   | 3–1 | 5–0 | 3–1 | 1–2 | 3–0 | 4–0 | 1–0 | 1–1 | 0–0 | 1–0 | 1–0 | 1–0 |
| Deportivo La Coruña | 0–1 | 1–1 | 1–0 | 2–0 | —   | 1–1 | 3–2 | 1–0 | 3–1 | 2–1 | 2–1 | 1–3 | 1–0 | 0–0 | 1–0 | 0–2 |
| Elx CF              | 1–1 | 2–1 | 1–1 | 0–1 | 3–0 | —   | 0–2 | 2–2 | 2–1 | 2–1 | 0–3 | 0–2 | 8–1 | 2–0 | 2–3 | 2–1 |
| Málaga              | 2–0 | 1–1 | 0–7 | 1–0 | 1–0 | 4–6 | —   | 2–1 | 2–0 | 1–3 | 1–1 | 0–4 | 1–0 | 0–2 | 1–1 | 1–1 |
| RCD Mallorca        | 1–0 | 4–0 | 2–0 | 2–0 | 3–1 | 0–1 | 5–0 | —   | 0–0 | 3–0 | 1–2 | 5–2 | 1–0 | 0–2 | 0–0 | 2–1 |
| CA Osasuna          | 1–0 | 1–4 | 3–1 | 3–0 | 1–0 | 3–0 | 3–0 | 4–1 | —   | 2–3 | 3–2 | 1–1 | 0–0 | 0–1 | 4–1 | 1–2 |
| Reial Oviedo        | 1–1 | 3–0 | 3–1 | 2–0 | 1–0 | 6–1 | 2–0 | 2–0 | 1–1 | —   | 4–3 | 0–1 | 5–1 | 2–0 | 4–0 | 1–0 |
| Reial Betis         | 3–2 | 1–0 | 1–1 | 1–0 | 4–0 | 2–3 | 0–1 | 2–1 | 2–1 | 2–1 | —   | 2–5 | 2–1 | 2–0 | 2–2 | 2–0 |
| Reial Madrid        | 3–2 | 4–3 | 2–0 | 1–0 | 2–1 | 6–1 | 5–0 | 5–2 | 5–0 | 2–1 | 3–0 | —   | 2–1 | 1–0 | 4–1 | 4–2 |
| Sevilla FC          | 1–1 | 2–4 | 1–0 | 3–1 | 3–2 | 2–2 | 2–1 | 2–1 | 2–1 | 2–3 | 2–0 | 0–5 | —   | 3–1 | 3–2 | 3–1 |
| València CF         | 2–0 | 3–0 | 0–3 | 0–1 | 0–1 | 2–2 | 2–0 | 7–2 | 4–1 | 5–0 | 5–0 | 2–1 | 1–0 | —   | 5–3 | 2–1 |
| Reial Valladolid    | 2–1 | 2–1 | 1–0 | 6–0 | 3–1 | 0–2 | 2–0 | 2–0 | 2–1 | 2–0 | 1–0 | 4–2 | 3–1 | 1–0 | —   | 2–1 |
| Reial Saragossa     | 2–2 | 1–1 | 2–1 | 1–3 | 2–1 | 1–0 | 4–0 | 6–1 | 3–0 | 5–0 | 2–1 | 1–0 | 2–4 | 1–0 | 6–2 | —   |

## Promoció de descens
| Equip 1             | Global | Equip 2      | Anada | Tornada |
| ------------------- | ------ | ------------ | ----- | ------- |
| RCD Espanyol        | 3-3    | RCD Mallorca | 2-1   | 1-2     |
| Deportivo La Coruña | 2-4    | Llevant UE   | 1-2   | 1-2     |

Desempat
| Equip 1      | Marcador | Equip 2      |
| ------------ | -------- | ------------ |
| RCD Espanyol | 1-0      | RCD Mallorca |

## Resultats finals
- Lliga de Campions: Reial Madrid
- Recopa d'Europa: FC Barcelona
- Descensos: Deportivo La Coruña, Reial Mallorca, Osasuna i Málaga CF
- Ascensos: Real Murcia, Llevant UE, RCD Espanyol i Pontevedra CF

## Màxims golejadors
| Posició | Golejador      | Gols | Equip            |
| ------- | -------------- | ---- | ---------------- |
| 1       | Ferenc Puskás  | 26   | Reial Madrid     |
| 2       | Delio Morollón | 20   | Reial Valladolid |
| 3       | José Rodilla   | 16   | Reial Valladolid |
| 4       | Amancio Amaro  | 14   | Reial Madrid     |
| 4       | Luis Aragonés  | 14   | Reial Betis      |